# Анфілада (роман)
«Анфіла́да» — дебютний соціально-психологічний роман сучасної української письменниці Олени Демір, у якому зображено історію головної героїні Маріки, яка проходить через низку емоційних і психологічних випробувань, пов'язаних із її минулим і спробами знайти гармонію в теперішньому на тлі реальних історичних подій в Україні. Опублікований 2024 р. у видавництві «Навчальна книга — Богдан». Книга увійшла до довгих списків премії «Книга року BBC 2024».

## Історія написання
Авторка твору — Олена Демір — стверджує, що «на очі потрапив сюжет про жіночу виправну колонію, після цього я занурилася у звіти про порушення прав людини в пенітенціарних закладах України. Ця тема настільки мене захопила, що не могла залишити її непроговореною. Взагалі, я вірю, що книги народжуються тоді, коли письменникові є про що поговорити зі своїм читачем».
Зокрема в романі відтворено безліч прототипів від персонажів (суспільства) до цілої епохи. Головна героїня Маріка немає прототипу, оскільки уособлює збірний жіночий образ.

## Сюжет
Роман «Анфілада» Олени Демір охоплює період від розпаду Радянського Союзу до російсько-української війни, де Україна постає як окремий персонаж, що переживає трансформації разом із головною героїнею Марікою. Історія подана крізь призму особистих хвилювань героїні, яка проходить шлях від дитинства до дорослого життя. На тлі ключових подій в історії України — розпад Радянського Союзу, становлення незалежності України, Революції на граніті, Помаранчевої революції, Євромайдану, Революції гідности та війни на сході України — розгортається сімейна сага, яка висвітлює суспільні трансформації, впливаючи безпосередньо на особистість у творі. Розповідаючи про своє життя, героїня порушує теми шкільної освіти, виникнення стихійних ринків, пенітенціарної системи тощо. Однією з головних проблем постає питання про порушення прав жінок у тюрмах і колоніях.
Ганна Улюра звертає увагу на те, що «наскрізна перспектива роману полягає в тому, що тут говорить жінка, цей голос міняє „носійку“, але не замовкає. Систему таких „прохідних кімнат“ у соціології називають спільнотою парій. Люди відчувають, що не можуть і не спроможні належати до більшості: вона розчинить те індивідуальне, яке ті в собі найбільше цінують».
Метафорою історії є наскрізна анфілада місць, чужих квартир, пустих кімнат, з яких героїня йде, щоб більше ніколи не повернутися. Сама назва перегукується з архітектурною анфіладою.
На початку роману авторка звертається до читачів, нагадуючи про реалістичність своєї оповіді: «Сюжетні біти роману ґрунтуються на реальних подіях, герої справжні, змінені імена й не оприявлені локації. Художні засоби незначні, вигадки мізерні».

## Персонажі
- Маріка — головна героїня, від імені якої ведуть розповідь.
- Толик і Соня — прийомні батьки Юлі - дочки Маріки.
- Катюня — хрещена мама.
- Дядько Іван — Катюнин чоловік.
- Вітька — син хрещеної мами Катюні.
- Юля — донька Маріки.
- Подруга Снєжка.
- Сусід Санич.
- Бабуся.

## Відзнаки
- 2023 року — у конкурсі «Книга року» (номінація «Майбутня книга»).
- 2023 року — у конкурсу «Коронація слова» (номінація «Міжнародний вибір»).

## Цитати
- …моє життя — це анфілада темних коробок, нанизаних на дні та роки. Послідовний ряд окремих, поєднаних у часі необжитих кутків, із протертими меблями, облущеними стінами, тьмяними вікнами та густим нудким запахом чужого побуту. Щойно вдається вирватися з однієї ненависної кімнати, я потрапляю до іншої. І боротися з цією наскрізною перспективою марно.
- Величний світе, я така дрібнота поряд із тобою, майже невидима. Обдаруй мене правом на помилку, дозволь не встигнути, не змогти, навіть умерти, не закінчивши своїх справ
- Крізь густий морок в голові вирізняю нове відчуття — мені є куди йти і заради чого жити…
- А у мене в руках ключ до минулого, яке завжди не давало спокою. Скільки разів я планувала похоронити його, оплакати і нарешті відпустити. Але воно виявилося сильним і живучим.
- Мамин погляд був скляним і байдужим, як у риби. Хотілося підбігти, кинутись їй на шию, прокричати: — Я тут! Куди ти дивишся? Подивися на мене, обійми! Я так на тебе чекала! І завжди чекаю!
- …хоч би добігла, добіжи, дівчинко, врятуйся…Заради себе, заради мене, заради інших дівчаток у незграбних чужих курточках, занедбаних, битих, недолюблених, або, навпаки, залюблених, пещених, красивих, багатих, з кісками, хвостиками, бантиками, маленьких, старших, юних, але скалічених, прикопаних у подібних видолинках, лісосмугах, украдених, утоплених, зв'язаних. Вони дивляться на нас з чорно-білих газет, кримінальних хронік, міліційних звітів, із маленьких портретів в руках у батьків, з гранітних могилок.